# Edme-Bernard Bourée
Edme-Bernard Bourée ou Edme-Bernard Bourrée, né le 15 février 1652 à Dijon et mort le 26 mai 1722 dans la même ville, est un prêtre catholique français de l’Oratoire, disciple de ses fondateurs, prédicateur et écrivain réputé, du XVIIe siècle.

## Biographie
Edme-Bernard Bourée naît le 15 février 1652 à Dijon. Il est le troisième enfant de Jacques Bourée, avocat au Parlement de Bourgogne, et échevin de la ville de Dijon, et d’Anne Cazotte. Son frère aîné Jacques (1650-1710) est chanoine de l’église Saint-Etienne de Dijon puis chapelain de l’église Notre-Dame de Dijon. Il est de santé fragile.
Entré dans la Congrégation de l’Oratoire, Edme-Bernard Bourée enseigne la théologie aux séminaires de Langres et Chalon-sur-Saône, et est un prédicateur et écrivain infatigable dans les domaines de la théologie parénétique (c’est-à-dire liée à des exhortations morales), de la piété et de l’histoire.
Si Bossuet ou Fénelon appartiennent au premier ordre des écrivains et orateurs ecclésiastiques, La Tour du Pin à un second ordre, le père Bourée relève du troisième ordre dans les publications que l’éditeur Migne fait d’une partie de ses œuvres au milieu du XIXe siècle.
La quantité très abondante des écrits d'Edme-Bernard Bourée peut absorber la qualité. Il aborde une multitude sujets en citant abondamment la Bible, les Pères de l’Église ou encore tel ou tel saint (tel que saint Bernard, lui aussi originaire de la Bourgogne dijonnaise). Il manie tant une approche dithyrambique (« Dieu n’a pour vous que des pensées de paix ») qu'un style menaçant ou imprécateur. Il recourt à un large registre de figures de style et notamment d'images, par exemple en décrivant un « nombre certain pour un incertain » pour évoquer les 144 000 élus de l’Apocalypse.
Auteur d'une vingtaine de volumes de sermons, il dispose certainement d'une documentation de première main auprès des Cisterciennes de Tart pour écrire avec talent et méthode son Vie de Madame de Courcelle.
Certains ouvrages sont co-écrits avec son confrère le père François de Clugny (1637-1694).
Il meurt à Dijon le 26 mai 1722 à 70 ans.

## Œuvres
- Conférences ecclésiastiques du diocèse de Langres, Lyon, 1684, 2 vol. in-12[11]
- L'explication des épitres & Evangiles de tous les dimanches de l'année, à l'usage du diocèse de Châlon, Lyon, 1697, 5 vol. in-8[11]
- Sermons pour l’Avent
- Sermons pour tous les jours de Carême
- Homélies sur les évangiles de tous les dimanches de l’année pour l’instruction des fidèles, 1703[12]
- Sermons pour une octave du Saint-Esprit
- Sermons pour une octave du très-saint-sacrement de l’autel
- Sermons pour une octave pour l’Assomption de la très-sainte Vierge
- Sermons pour une octave des morts
- Sermons sur tous les mystères de Notre-Seigneur Jésus-Christ et de la très-sainte Vierge
- Retraites pour ceux qui désirent se convertir et pour ceux qui veulent se renouveler dans la piété
- Méditations pour deux retraites de dix jours, à l’usage des personnes peinées et tentées de défiance de la miséricorde divine,
- Panégyriques des principaux saints dont l’Église célèbre la fête, 1702, 5 vol. in-12, réimprimés en 1703[4]
- Nouveaux panégyriques des saints, diverses autres pièces et quelques conférences ecclésiastiques, 1707, in-12[4]
- Vie de la Révérende Mère Jeanne-Françoise de Courcelle Pourlan, dernière abbesse titulaire et réformatrice de l'abbaye de Tart, avec un abrégé de la vie de messire Sébastien Zamet, réformateur des religieuses de l’abbaye Notre-Dame de Tart, Lyon, 1699[10]
- Abrégé de la vie du Père François de Clugny, prêtre de l’Oratoire, par un Père de sa congrégation, 1698 (lire en ligne)[4]
- Abrégé de la vie de madame la présidente Boivault
- Manuel des pécheurs, 1696, in-12, imprimé pour la troisième fois à Lyon, en 1613, in-12, ouvrage composé pour disculper le P. de Cluny de l'accusation de quiétisme qu'on avait formée contre lui[4]
- Discours, ou Conférences de deux retraites pour préparer les jeunes ecclésiastiques aux ordres sacrés, à l'usage des séminaires et des communautés ecclésiastiques

## Pour approfondir